# Phyllanthus friesii
Phyllanthus friesii är en emblikaväxtart som beskrevs av John Hutchinson. Phyllanthus friesii ingår i släktet Phyllanthus och familjen emblikaväxter. Inga underarter finns listade i Catalogue of Life.